# Tiny Kahn

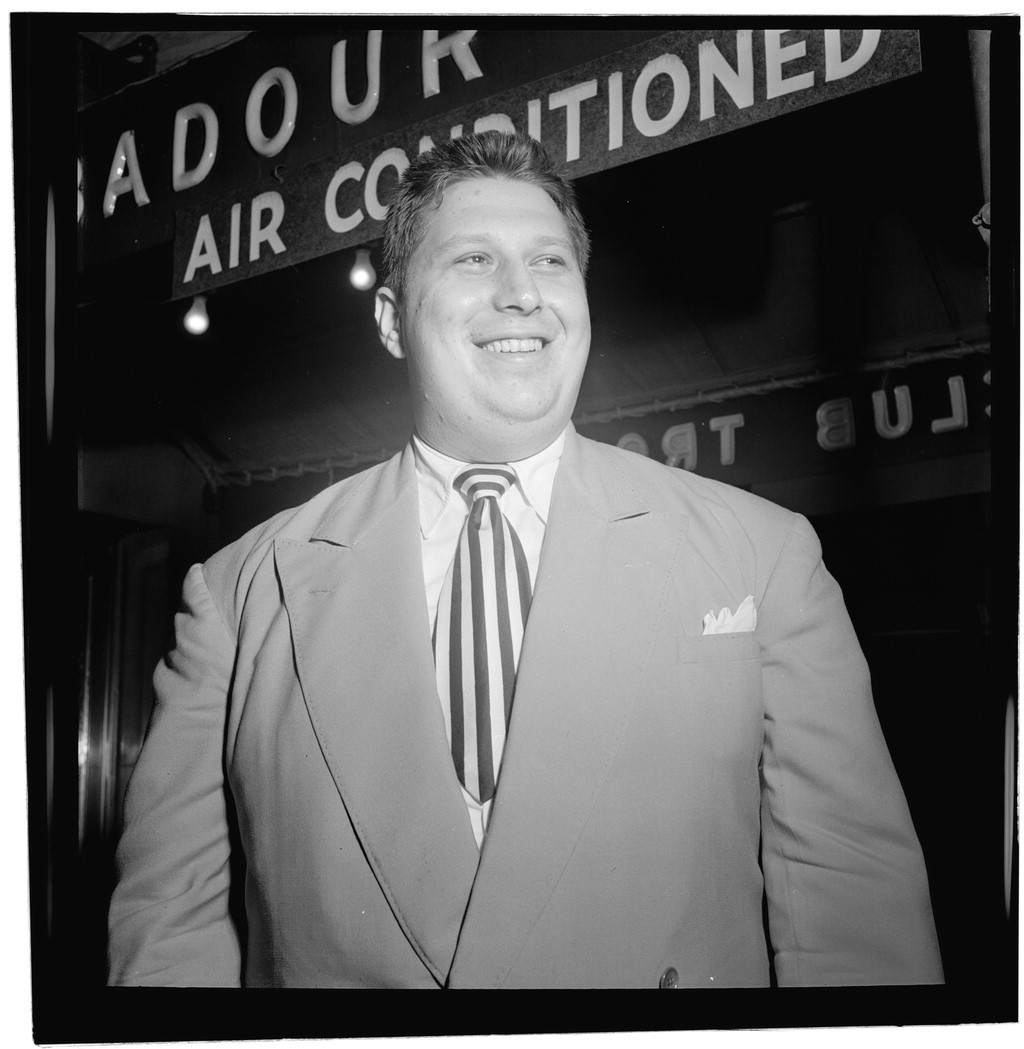
Tiny Kahn in New York, circa september 1947 (foto William Gottlieb)

Norman "Tiny" Kahn (New York, 1923 - aldaar, 19 augustus 1953) was een Amerikaanse jazz-drummer, -vibrafonist, componist en arrangeur.

## Biografie
Kahn speelde vanaf zijn zesde jaar harmonium en hij begon drums te spelen toen hij 15 was. Zijn carrière begon bij saxofonist Lester Young, in 1947. Daarna speelde hij met Boyd Raeburn (1948), Georgie Auld, Chubby Jackson (1949), Charlie Barnet (1949), Stan Getz (1951) en Elliot Lawrence (als vibrafonist, 1953). Hij nam op met onder meer Red Rodney, Al Cohn, Kai Winding en Wardell Gray, en arrangeerde voor veel bigbands, zoals voor Woody Herman. Hij is de componist van onder andere "Tiny's Blues" en "Father Knickerbocker". Kahn heeft nooit als leider opgenomen. Hij stierf aan de gevolgen van een hartaanval.